# Germano Santa Brites Dias
Germano Santa Brites Dias ist ein osttimoresischer Beamter und Politiker. Er ist Mitglied der Partei Congresso Nacional da Reconstrução Timorense (CNRT).
Während der VIII. Regierung (2018–2023) war Dias Kabinettschef des Ministeriums für Staatsadministration Osttimors. Bei den Parlamentswahlen in Osttimor 2023 kandidierte er auf Platz 47 der CNRT-Liste. Die Partei erhielt aber nur 31 Sitz im Nationalparlament.
Am 1. Juli 2023 wurde Dias, in der IX. Regierung von Premierminister Xanana Gusmão, zum Staatssekretär für Toponymie und Städteplanung im Ministerium für Staatsadministration vereidigt.